# Myodakryotidae
De Myodakryotidae zijn een familie van uitgestorven tweekleppigen uit de onderklasse Pteriomorphia.